# Rorion Gracie
Rorion Gracie (Rio de Janeiro, 10 de janeiro de 1952) é um empresário, praticante de artes marciais brasileiro e também o criador do Ultimate Fighting Championship (UFC). É o filho mais velho de Hélio Gracie. Rorion é uma das poucas pessoas do mundo a deter o grau 9, ou seja, a faixa vermelha do Jiu-jitsu brasileiro.
Rorion recebeu essa promoção de seu pai em 27 de outubro de 2003.
Gracie imigrou para os Estados Unidos na Década de 1970, onde se tornou um expoente do jiu-jitsu neste país e procurou várias maneiras de promover a arte marcial, como revistas e desafios de luta contra outros artistas marciais, conhecido como o Desafio Gracie. Junto com o empresário Art Davie, é um dos fundadores do Ultimate Fighting Championship (UFC). Gracie fundou o UFC como uma das maneiras de expor a jiu-jitsu a uma nova audiência, e deixou a organização após o UFC 5.

## Biografia
Rorion Gracie é bacharel em direito e reside nos Estados Unidos desde a década de 1970, onde, inicialmente, ensinava jiu-jitsu na garagem de sua casa. Ele é o fundador e proprietário da Academia Gracie em Torrance, na Califórnia. Na época Rorion começou varias tentativas de popularizar o Jiu-Jitsu Brasileiro nos Estados Unidos.
Durante suas tentativas de popularizar o Jiu-Jitsu no Estados Unidos, Rorion começou a se relacionar com figuras de Hollywood e fez a coreografia do filme Lethal Weapon (no Brasil: Maquina Mortífera) de 1987, no final do filme o protagonista interpretado por Mel Gibson aplica um triângulo em um vilão. No filme Lethal Weapon 3 (no Brasil: Maquina Mortífera 3) Rorion aparece como um capanga em um papel sem falas.
Entre 1989 e 1992, produziu um documentário falando sobre a arte Gracie de lutar jiu-jitsu, o Gracie in Action. Muitos das filmagens foram os Gracies e seus alunos derrotando lutadores de outras artes marciais.
Em 1992 o empresário estadunidense Art Davie após assistir o Gracie in Action ficou inspirado em começar um torneio semelhante aos de Vale-tudo onde os Gracies lutavam com o objetivo de identificar a melhor arte marcial, ele entrou em contato com Rorion para organizar tal torneio. Rorion por outro lado, estava interessado em realizar um evento que promovesse o Jiu-Jitsu Gracie, e poderia provar sua efetividade ao derrotar oponentes maiores e de outras artes marciais mais famosas. Art e Rorion fundaram o torneio "War of the Worlds" (Guerra dos Mundos) e entrarão em contato com  a empresa de Pay-per-view Semaphore Entertainment Group (SEG) e o "War of the Worlds" logo se tornou o evento The Ultimate Fighting Championship (depois renomeado para UFC 1). O irmão mais novo de Rorion, Royce Gracie, foi escolhido para representar o Jiu-Jitsu da família. Royce acabou ganhando o torneio, o evento foi um sucesso e o Jiu-Jitsu Gracie explodiu em popularidade e eventualmente deu origem às Artes Marciais Mistas (MMA). Rorion saiu da organização após o UFC 5.
Rorion escreveu o livro A dieta Gracie.

### Controvérsias
Em 1999-2000, entrou em uma disputa judicial com seu primo Carley Gracie por violação da marca do triângulo sendo indenizado em US$ 108.000 por danos (mais US$ 620.000 pelos honorários do advogado), mas o júri não foi a favor de Rorion, concluindo que a marca "Gracie Jiu-Jitsu" simbolizava um estilo de luta e, portanto, não poderia ser registrada. Rorion, no entanto, detém os direitos da marca "Gracie Jiu-Jitsu" e do logo do triângulo para demais aplicações.[carece de fontes?]